# Varjota
Varjota is een gemeente in de Braziliaanse deelstaat Ceará. De gemeente telt 17.802 inwoners (schatting 2009).
De gemeente grenst aan Cariré, Pires Ferreira, Santa Quitéria en Reriutaba.